# Orde van het Rijkswapen
De Orde van het Rijkswapen (Estisch: Riigivapi teenetemärk) werd op 7 oktober 1936 ingesteld om te herdenken dat Estland op 24 februari 1918 de onafhankelijkheid uitriep. Deze ridderorde wordt aan burgers die zich zeer voor Estland verdienstelijk maakten verleend. De presidenten blijven de ster ook na hun aftreden dragen.
De onderscheiding wordt niet aan vreemdelingen toegekend.

## Graden
- De Estse president is de Grootmeester van de orde. De keten van de orde is zijn ambtsketen. In 1940 belandde de keten in de juwelenverzameling van het Kremlin in Moskou, de (Оружейная палата, Oruzhejjnaja palata) waar zij in 2008 nog steeds wordt bewaard.

- Eerste Klasse met Keten

Deze voor staatshoofden gedachte graad draagt het versiersel aan een gouden keten en aan een breed lint over de rechterschouder. Op de linkerborst wordt de gouden ster gedragen.
- Eerste Klasse (Vergelijkbaar met Grootkruis)

Men draagt het versiersel aan een breed lint over de rechterschouder. Op de linkerborst wordt de zilveren ster gedragen.
- Speciaal Grootlint (Riigivapi teenetemärgi erisuurpael), deze graad ontving Konstantin Päts na zijn verkiezing.

- Tweede Klasse (Vergelijkbaar met Grootofficier)

Men draagt het versiersel aan een lint om de hals. Op de linkerborst wordt de zilveren ster gedragen.
- Derde Klasse (Vergelijkbaar met Commandeur)

Men draagt het versiersel aan een lint om de hals.
- Vierde Klasse (Vergelijkbaar met Officier)

Men draagt het versiersel aan een lint met rozet op de linkerborst.
- Vijfde Klasse (Vergelijkbaar met Ridder)

Men draagt het versiersel aan een lint op de linkerborst.
Op de Engelse Wikipedia is sprake van vijf medailles.

## Versierselen
Het versiersel is een gouden Ests wapenschild met daaronder een lauwerkrans.
Het blauwe lint is jacquardgeweven en maakt de indruk geblokt te zijn.